# Data Control Language
Die Data Control Language (DCL; deutsch Datenkontrollsprache) ist derjenige Teil einer Datenbanksprache, der verwendet wird, um Berechtigungen zu vergeben oder zu entziehen. DCL ist die Datenüberwachungssprache einer Datenbank.
Die DCL gibt es in unterschiedlichen Systemen in verschiedenen Ausprägungen. Beispiele:
- In SQL liegt sie (neben DDL und DML) in Form englischer Befehlsklauseln vor (z. B. GRANT SELECT, UPDATE ON INVOICE TO CLERK oder REVOKE EXECUTE ON NIGHTLY_JOB FROM DEVELOPERS).
- In den historischen IMS-Datenbanken wird die DCL komplett von der Datenschutzkomponente des Betriebssystems übernommen.

Einige Software-Hersteller verwenden den Begriff DCL nicht und zählen die Berechtigungsbefehle zur DDL.

## SQL
In der für praktische Anwendungen wichtigen Structured Query Language lautet die Syntax wie folgt:
```
GRANT
 
Operation
+
 
ON
 
Relation
 
TO
 
(
PUBLIC
|
Benutzer
)
 
[
WITH
 
GRANT
 
OPTION
]

REVOKE
 
Operation
+
 
ON
 
Relation
 
FROM
 
(
PUBLIC
|
Benutzer
)

```

- Relation kann insbesondere auch eine Sicht sein.
- WITH GRANT OPTION erlaubt es den neuen Rechteinhabern, das Recht weiterzugeben.
- PUBLIC bezeichnet alle Benutzer.
- Der Datenbankadministrator (DBA) hat alle Rechte. Der Besitzer eines Objektes hat ebenfalls alle Rechte an diesem Objekt.

Die Kommandos zur Rechteverwaltung sind in SQL spezifiziert, nicht
jedoch die zur Benutzerverwaltung. Daher implementiert jedes DBMS seine
eigene Benutzerverwaltung, die Rollennamen und/oder Benutzergruppen
kennen mag oder auch nicht.
- In modernen DBMS können Rechte auf alles Mögliche vergeben werden, nicht nur auf einzelne Tabellen.

Beispiele:
```
GRANT
 
SELECT
,
 
UPDATE
 
ON
 
TABLE
 
Student
 
TO
 
groupx
;

```

Gestattet dem Benutzer bzw. der Gruppe groupx einen lesenden und ändernden Zugriff auf die Tabelle Student.
```
REVOKE
 
EXECUTE
 
ON
 
PROCEDURE
 
DSN8ED6
 
FROM
 
PUBLIC
;

```

Entzieht allen nicht explizit berechtigten Benutzern das Recht, die Stored-Procedure DSN8ED6 auszuführen. Berechtigungen, die einem Benutzer oder einer Gruppe erteilt wurden, bleiben bestehen.